# Río San Salvador (vattendrag i Chile)

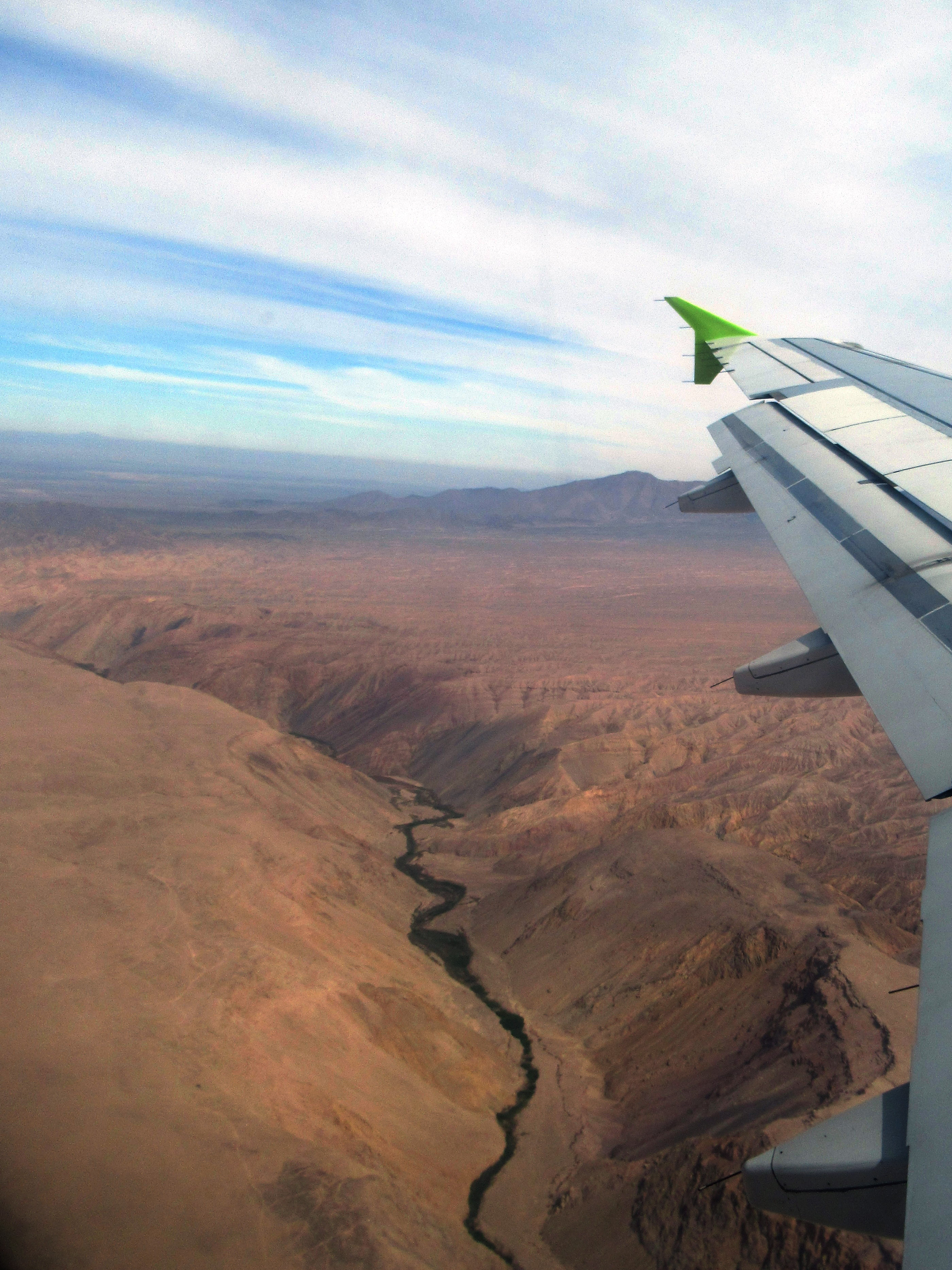
Río San Salvador

Río San Salvador är ett vattendrag i Chile.   Det ligger i regionen Región de Antofagasta, i den norra delen av landet, 1 200 km norr om huvudstaden Santiago de Chile.
Omgivningen kring Río San Salvador är ofruktbar med liten eller ingen växtlighet.  Området är nästan obefolkat, med mindre än två invånare per kvadratkilometer.